# Piet Metman
Jan Piet (Piet) Metman (Sukabumi, 14 juni 1916 – Arnhem, 28 maart 1990) was een Nederlands zwemmer, die gespecialiseerd was in de rugslag. Hij zwom bij Het Y en vertegenwoordigde Nederland op de Olympische Zomerspelen 1936 in Berlijn.

## Biografie
De in Nederlands-Indië geboren Metman verbeterde begin 1934 het Indische record op de 200 meter rugslag. Hij werd in 1936 als een van de weinige van oorsprong Indiërs voor Nederland afgevaardigd naar de Olympische Spelen in Berlijn. Daar werd hij vijftiende op de 100 meter rugslag. In februari 1940 verbeterde hij met 0,6 seconde het Nederlands record van Stans Scheffer op de 200 meter rugslag. Tevens behield Metman ruim elf jaar het Nederlands record op de 400 meter rugslag; in 1951 werd dit record verbeterd.
De rugslagspecialist werd vier keer Nederlands kampioen. In 1939 en 1941 werd hij tweede, in 1937 derde.

## Erelijst
- Nederlands kampioen: 1935, 1936, 1938, 1940.